# Аранда, Карлос
Карлос Рейна Аранда (исп. Carlos Reina Aranda; род. 27 июля 1980, Малага, Андалусия) — испанский футболист, выступающий на позиции нападающего.

## Карьера
Аранда родился в Малаге, Андалусия. Выпускник молодёжной системы «Реала», тем не менее, он никогда не появлялся в матчах Ла-Лиги с первой командой. И всё же он сыграл пару матчей в двух матчах Лиги чемпионов УЕФА, приняв участие в играх против «Мольде» (1999/2000) и московского «Локомотива» (2001/02).
В январе 2002 года Аранда отправился в аренду в «Нумансию», сыграв важную роль в том, чтобы помочь сорийскому клубу сохранить своё место во втором дивизионе. Игра за «Нумансию» привлекла другой испанский клуб, «Вильярреал», подписавший пятилетний контракт с игроком, но закрепиться Карлосу в нём не удалось, и в январе 2003 года он вернулся в «Нумансию».